# 78. pr. Kr.
◄ | 2. stoljeće pr. Kr. | 1. stoljeće pr. Kr. | 1. stoljeće | ►
◄ | 100-ih pr. Kr. | 90-ih pr. Kr. | 80-ih pr. Kr. | 70-ih pr. Kr. | 60-ih pr. Kr. | 50-ih pr. Kr. | 40-ih pr. Kr. | ►
◄◄ | ◄ | 81. pr. Kr. | 80. pr. Kr. | 79. pr. Kr. | 78 pr. Kr. | 77. pr. Kr. | 76. pr. Kr. | 75. pr. Kr. | ► | ►►
Astronomija

## Događaji
- Marko Emilije Lepid postaje rimskim konzulom, te organizira ustanak seljaka protiv Sulinih veterana i biva poražen na Marsovom polju ispred Rima, pri svom pokušaju ulaska u Rim; pobuna pristalica Marija Gaja, predvođenih sa Sertorijem Kvintom, protiv Sulinih pristalica u Hispaniji.
- Gaj Koskonije napada Dalmate jer su se Delmati oslobodili Rima i zauzeli Salonu.
- Artak od Iberije postaje kralj Iberije

## Smrti
- Lucije Kornelije Sula, rimski političar (* 138. pr. Kr.)
- Aršak I. od Iberije, kralj Iberije